# 凱爾登·強森
凱爾登·懷爾德·強森（英語：Keldon Wilder Johnson，1999年10月11日—），綽號：Big Body , The Mustang，出生於維吉尼亞州切斯特菲爾德，為現役美國NBA聯盟的職業籃球運動員。目前效力於聖安東尼奧馬刺，主要位置為小前鋒。強森在場上充滿活力且具侵略性的球風，再加上切入時常會利用身體對抗來完成出手或爭取犯規，為其贏得了Big Body的稱號。
馬刺總教練格雷格·波波维奇在一次採訪中提到，強森在場上的表現使他想到了西部的野馬（Mustang)，之後的比賽中，馬刺隊的賽評有時便會使用 The Mustang來稱呼強森。

## 職業生涯
強森於2019年NBA選秀以首輪第29順位被聖安東尼奧馬刺選中。
2019年11月22日，強森首次亮相 NBA，在115-104敗給費城76人隊的比賽中上場兩分鐘。2020年8月11日，在123-105擊敗休士頓火箭隊的比賽中，強森得到了季內最高的24分，還有11個篮板和3次助攻。

## 國家隊生涯
2021年夏天，強森入選美國男籃參加東京奧運會12人大名單，並最終奪得金牌。

## 外部連結
- 凱爾登·強森在fiba.basketball（英语）
- 凱爾登·強森在NBA（英语）
- 凱爾登·強森在NBA G聯盟（英语）
- 凱爾登·強森在Basketball-Reference.com（NBA）（英语）
- 凱爾登·強森在Basketball-Reference.com（NBA G聯盟）（英语）
- 凱爾登·強森在Sports-Reference.com（NCAA）（英语）
- 凱爾登·強森在ESPN（NBA）（英语）
- 凱爾登·強森在Eurobasket.com（球員）（英语）
- 凱爾登·強森在RealGM（英语）
- 凱爾登·強森在Proballers（英语）
- 凱爾登·強森在Olympics.com（英语）
- 凱爾登·強森在Olympedia（英语）
- 凱爾登·強森在Team USA (archived)（英语）
- Kentucky Wildcats bio （页面存档备份，存于）